# The Embodiment of Scarlet Devil
Touhou Koumakyou ~ The Embodiment of Scarlet Devil (яп. 東方紅魔郷 〜 the Embodiment of Scarlet Devil., дос. «Східні землі червоної дияволиці ~ Втілення червоної дияволиці») — гра 2002 року в жанрі bullet hell та скрол-шутер, розроблена Team Shanghai Alice. Це шоста гра серії Touhou Project, та перша з серії, що вийшла на Microsoft Windows. Головною героїнею є або міко Хакурей Рейму, або чаклунка Кірісаме Маріса. У ході гри одна з героїнь вступає у бої у всесвіті Ґенсокьо, аби знайти причину виникнення червоного туману, що повністю закрив собою небо посеред літа.
ZUN, розробник серії ігор Touhou Project, мав наміри завершити серію грою Mystic Square у 1998. Випустившись з університету, ZUN почав працювати у Taito як розробник ігор, та складав музику для ігор, створених командою Amusement Makers, видавців ігор Touhou на PC-98. Він покинув команду у 2001, та продовжив працювати у Taito, і невдовзі створив доджін-групу Team Shanghai Alice, що складалась лиш з нього самого, аби подати заявку на участь як музичний виконавець у 61-му Comiket. Отримавши відмову, ZUN вирішив створити повноцінну гру та подати вже її у Comiket 62, таким чином відродивши серію Touhou Project. Перехід з PC-98 на Windows став "початком з чистого аркуша" для серії та для автора, а отже Embodiment of Scarlet Devil є перезапуском серії.
Через саморобну природу доджінші-ігор (подібну до інді), продажі гри спочатку були низькі. Вони продавались один день лиш в одному стенді на Comiket. Наступні кілька місяців, ZUN почав приймати замовлення на гру поштою. Гра була сприйнята схвально: в серії скоро з'явилися віддані фанати. На Comiket 63, через чотири місяці після виходу гри, була присутня команда, що сама була присвячена Touhou; Через сім років, таких команд стало 2 372, що побило рекорд конвенції. Перехід серії на Windows дозволив Embodiment of Scarlet Devil охопити значно ширшу аудиторію, та й донині ця гра лишається не просто однією з найпопулярніших ігор серії Touhou, а однією з найпопулярніших ігор у Японії взагалі. Фізичні копії гри видавались самостійно та продавались більше ніж 20 років. У 2013 ZUN заявив, що Embodiment of Scarlet Devil була найбільш продаваною грою з серії Touhou.

## Ігровий процес
Embodiment of Scarlet Devil — вертикальний скролл-шутер. Гра дає на вибір двох героїнь, за яких можна грати, в них обох по два види стрільби. Хакурей Рейму, міко храму Хакурей, має атаки, що слабші, але більші за розміром, та має менший хітбокс, а Кірісаме Маріса компенсує менший розмір атак своєю швидкістю та силою атаки. Гравець може вільно переходити у зосереджений режим (за замовчуванням на клавішу Shift), у якому персонаж стріляє більш купчасто та сповільнюється, що дозволяє легше ухилятись від куль. Embodiment of Scarlet Devil ― єдина гра серії на Windows, що не показує хітбокс гравця під час зосередження – у Perfect Cherry Blossom такий функціонал вже був. Гравець може використовувати бомби, що дають тимчасову невразливість, прибирають з екрана всі кулі ворогів та завдають значної шкоди, щоправда, вони наявні в обмеженій кількості. Бомби працюють по різному, залежно від обраного персонажа та типу стрільби. Якщо в гравця попаде куля, та він протягом шести кадрів після ураження використає бомбу, то він зможе уникнути втрати життя. Ця техніка відома, як "deathbombing". У Embodiment of Scarlet Devil, на відміну від усіх інших ігор, час, за який гравець може таким чином використати бомбу, зменшується щоразу після кожної успішної спроби.
Боси та "мідбоси" з'являються наприкінці та посеред стадій гри відповідно. Embodiment of Scarlet Devil — перша з ігор Touhou, що використовує систему спеллкарт. Кожен з босів має різні фази атаки, або "спеллкарти", кожна з яких має власну назву, на відміну від атак навмання в іграх на PC-98. Вони використовуються у конкретному порядку залежно від складності та персонажа. Кожна спеллкарта має часове обмеження – якщо ви переможете спеллкарту (завдасте достатньо шкоди ворогу, поки вона активна), то ви отримаєте бонусні очки. Також бонусні очки можна отримати, якщо здолати спеллкарту без смертей або бомб. Коли час спеллкарти виходить, бос переходить до наступної атаки, та бонусні очки не нараховуються. Усього у грі 64 спеллкарти, їх можна переглянути у меню "Очки", після того, як гравець з ними зіткнеться.
Очки можна набирати різними способами. При грейзингу (від англ. graze, дос. «злегка торкатися»), гравець отримує 500 очок за кожну кулю, від якої він ледь ухилився. Влучання по ворогах, збирання предметів очок та сили, що вороги впускають при смерті, також збільшують кількість очок. Очки віднімаються, якщо гравець вмирає або використовує бомби. Предмети сили посилюють кулі гравця ― вони стають сильніше та охоплюють більшу площу. При максимальній кількості сили (128), гравець може переміститись до верхнього краю екрана, аби зібрати усі предмети, що є на екрані. Зібравши достатньо очок, гравець отримуватиме додаткові життя і бомби. Кількість життів, з якою гравець починає, можна обрати у налаштуваннях гри, яких за замовчуванням три. Чим менше гравець обрав життів на старті, тим відповідно більше отримуватиме очок. Також є система "рангу": гра стає легше, якщо гравець вмирає та використовує бомби, та складніше, якщо набирає багато очок.
Гра має шість стадій та чотири рівні складності. На легкій складності після п'ятої стадії гра завершується поганою кінцівкою. Складність також впливає на кількість отримуваних очок. Як і в попередніх іграх серії, у головному меню з'являється окрема екстра-стадія, якщо гравець завершує гру без використання продовжень.